# 王沙飞
王沙飞（1964年10月—），河北张家口人，中国工程院院士，在中国人民解放军战略支援部队某研究所工作，从事军队信号处理技术等专业。

## 履历
- 1991年，在北京理工大学信息与电子学院取得硕士学位。[4]
- 2012年，晋升为专业技术少将军衔。[1]
- 2017年，当选中国工程院院士。